# Zhang Linpeng
Zhang Linpeng (en xinès: 张琳 芃); (Jinan, Xina; 9 de maig de 1989), és un futbolista xinès. Juga de defensa, i el seu equip actual és el Leicester City de la Barclays Premier League.
És conegut pel sobrenom de Zhangmos (en xinès: 张 莫斯) a la Xina per la seva similitud en l'aparença i l'estil de joc amb Sergio Ramos. És un defensa amb mentalitat ofensiva, també conegut per la seva capacitat d'atacar i pel seu joc aeri. Ha rebut elogis de l'entrenador italià Marcello Lippi, que el va descriure com: «El millor futbolista xinès en la Superlliga xinesa».

## Clubs
| Club                 | País            | Any         |
| -------------------- | --------------- | ----------- |
| Xangai SIPG FC       | R.P. de la Xina | 2006 - 2011 |
| Guangzhou Evergrande | R.P. de la Xina | 2011 -      |

## Estadístiques en la seva carrera

### Estadístiques en Clubs
| Club           | Club                 | Club                  | Lliga | Lliga | Copa   | Copa   | Copa de la Lliga | Copa de la Lliga | Continental | Continental | Altres copes | Altres copes | Total | Total |
| Temporada      | Club                 | Lliga                 | Part. | Gols  | Part.  | Gols   | Part.            | Gols             | Part.       | Gols        | Part.        | Gols         | Part. | Gols  |
| Club i divisió | Club i divisió       | Club i divisió        | Lliga | Lliga | FA Cup | FA Cup | SLC Cup          | SLC Cup          | Àsia        | Àsia        | Uns altres<  | Uns altres<  | Total | Total |
| -------------- | -------------------- | --------------------- | ----- | ----- | ------ | ------ | ---------------- | ---------------- | ----------- | ----------- | ------------ | ------------ | ----- | ----- |
| 2006           | Xangai SIPG FC       | Xina League Two       |       |       | -      | -      | -                | -                | -           | -           | -            | -            |       |       |
| 2007           | Xangai SIPG FC       | Xina League Two       |       |       | -      | -      | -                | -                | -           | -           | -            | -            |       |       |
| 2008           | Xangai SIPG FC       | Primera Lliga Xina    | 19    | 0     | -      | -      | -                | -                | -           | -           | -            | -            | 19    | 0     |
| 2009           | Xangai SIPG FC       | Primera Lliga Xina    | 24    | 1     | -      | -      | -                | -                | -           | -           | -            | -            | 24    | 1     |
| 2010           | Xangai SIPG FC       | Primera Lliga Xina    | 22    | 1     | -      | -      | -                | -                | -           | -           | -            | -            | 22    | 1     |
| 2011           | Guangzhou Evergrande | Superlliga de la Xina | 16    | 1     | 2      | 0      | -                | -                | -           | -           | -            | -            | 18    | 1     |
| 2012           | Guangzhou Evergrande | Superlliga de la Xina | 21    | 2     | 3      | 1      | -                | -                | 7           | 0           | 1            | 0            | 32    | 3     |
| 2013           | Guangzhou Evergrande | Superlliga de la Xina | 23    | 4     | 4      | 1      | -                | -                | 13          | 0           | 4            | 0            | 44    | 5     |
| Total          | Total                | Total                 | 125   | 9     | 9      | 2      | 0                | 0                | 20          | 0           | 5            | 0            | 159   | 11    |